# Aeroportul Kalokol
Aeroportul Kalokol (IATA: KLK, ICAO: HKFG) este un aeroport din Kaunti ya Turkana⁠(d), Kenya ce deservește zona Kalokol⁠(d). A fost numit după zona deservită.
Situat la o altitudine de 379 m, aeroportul dispune de o singură pistă.